# 太子山林场
太子山林场是中华人民共和国湖北省荆门市京山市下辖的一个类似乡级单位，亦是太子山国家森林公园所在。

## 行政区划
太子山林场下辖以下村级行政区划单位：
太子山虚拟生活区。